# Воскресенское (Волховский район)
Воскресе́нское — деревня в Хваловском сельском поселении Волховского района Ленинградской области.

## История
Погост Воскресенской упоминается на карте Санкт-Петербургской губернии А. М. Вильбрехта 1792 года.
Погост Воскресенской обозначен также на карте Ф. Ф. Шуберта 1844 года.

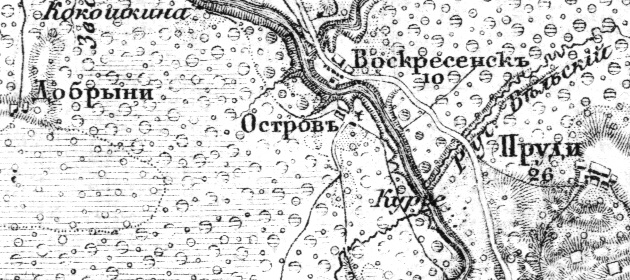
Деревня Воскресенское на карте 1872 года

Согласно карте Ф. Ф. Шуберта 1872 года деревня называлась Воскресенск и насчитывала 10 крестьянских дворов.
В конце XIX — начале XX века погост административно относился к Сугоровской волости 1-го стана 1-го земского участка Тихвинского уезда Новгородской губернии.

ВОСКРЕСЕНСКИЙ-СЯСЬСКИЙ — погост на церковной земле, число дворов — 4, число домов — 4, число жителей: 6 м. п., 16 ж. п.; 

Занятие жителей — земледелие. При реках Сясь и Кусега. Две церкви, школа, смежна с деревней Рачево . (1910 год)

Согласно военно-топографической карте Петроградской и Новгородской губерний издания 1915 года селение называлось Воскресенск и состояло из 10 крестьянских дворов.
С 1917 по 1918 год Воскресенское входило в состав Сугоровской волости Тихвинского уезда Новгородской губернии.
С 1918 года в составе Череповецкой губернии.
С 1927 года в составе Воскресенского сельсовета Тихвинского района.
С 1928 года в составе Волховского района.
Согласно карте Ленинградской области Северо-западного аэрогеодезического треста ГГУ издания 1932 года деревня насчитывала 9 крестьянских дворов. В деревне находилась церковь и почтово-телеграфная контора.
По данным 1933 года село Воскресенское являлось административным центром Воскресенского сельсовета Волховского района, в который входили 14 населённых пунктов: деревни Васкиничи, Горка, Загвоздье, Новая Жизнь, Остров, Перекола, Погорелец, Порог, Пробуждение, Труженик, Усадище, Шумилово, село Воскресенское и выселок Путь Мопра, общей численностью населения 2181 человек.
По данным 1936 года в состав Воскресенского сельсовета входили 12 населённых пунктов, 335 хозяйств и 12 колхозов.
В 1939 году население деревни составляло 118 человек.
С 1946 года в составе Новоладожского района.
В 1961 году население деревни составляло 112 человек.
С 1963 года вновь в составе Волховского района.
По данным 1966 и 1973 годов деревня Воскресенское входила в состав Воскресенского сельсовета.
По данным 1990 года деревня Воскресенское входила в состав Хваловского сельсовета.
В 1997 году в деревне Воскресенское Хваловской волости проживали 55 человек, в 2002 году — 73 человека (русские — 97 %).
В 2007 году в деревне Воскресенское Хваловского СП — 56 человек.

## География
Деревня расположена в юго-восточной части района на автодороге А114 (Вологда — Новая Ладога).
Расстояние до административного центра поселения — 18 км. Расстояние до районного центра — 100 км.
Расстояние до ближайшей железнодорожной станции Колчаново — 38 км.
Деревня находится на правом берегу реки Сясь при впадении в неё реки Кусеги.

## Демография
| 1910 | 1997 | 2007 | 2010 | 2017 |
| ---- | ---- | ---- | ---- | ---- |
| 22   | ↗55  | ↗56  | ↗63  | ↘49  |

### Национальный состав
Согласно данным Всероссийской переписи населения 2021 года в деревне проживали 38 человек, из них:
 русские — 32, украинцы — 5, цыгане — 1 человек.

## Достопримечательности
Церковь Воскресения Христова. Постройка 1847 года по образцовому проекту К. А. Тона для Саратова. Приделы: Введения и Святого Николая. Каменная. Выстроена в русско-византийском стиле рядом с одноимённым деревянным, построенным в середине XVIII века, утраченным в годы Великой Отечественной войны. Состояние плохое.

## Улицы
Курья.